# San Miguel (Chile)
San Miguel ist eine Gemeinde der Región Metropolitana de Santiago mit 107.954 Einwohnern (2017). Sie ist eine der Gemeinden der Provinz Santiago und bildet ein Stadtviertel von Groß-Santiago.

## Geschichte
Am 10. August 1896, mit Jorge Montt Álvarez als Präsident, wurde die Gemeinde San Miguel durch ein präsidentielles Dekret gegründet, das die 6. (Santa Rosa) und 7. (Subercaseaux) Unterdelegationen vom Gebiet der Gemeinde Ñuñoa abtrennte.

## Demografie
Laut der Volkszählung 2017 lebten in der Gemeinde San Miguel 107.954 Personen. Davon waren 50.738 Männer und 57.216 Frauen, womit es einen leichten Frauenüberschuss gab.

## Persönlichkeiten
- Jorge Arias (* 1952), Fußballspieler
- David Henríquez (* 1977), Fußballspieler
- Luis Oyarzún (* 1982), Fußballspieler
- Bryan Carrasco (* 1991), Fußballspieler
- Byron Vásquez (* 2000), Fußballspieler